# Copa del Rey de baloncesto 1990
La 54.ª edición de la Copa del Rey de baloncesto se disputó en el Centro Insular de Deportes de Las Palmas de Gran Canaria, siendo la primera edición disputada en Gran Canaria.

## Primera ronda
| Equipo 1             | Agr.    | Equipo 2                | Ida   | Vuelta |
| -------------------- | ------- | ----------------------- | ----- | ------ |
| BBV Collado Villalba | 142–168 | Cajabilbao              | 67–68 | 75–100 |
| Huesca La Magia      | 163–165 | DYC Breogán             | 92–79 | 71–86  |
| Puleva Baloncesto    | 164–174 | TDK Manresa             | 83–83 | 81–91  |
| Cajacanarias         | 168–191 | Estudiantes Caja Postal | 83–79 | 85–114 |
| Pamesa Valencia      | 177–150 | Tenerife N.º 1          | 86–59 | 91–91  |
| CB Gran Canaria      | 142–145 | Caja San Fernando       | 72–69 | 70–76  |
| Fórum Valladolid     | 149–142 | Caixa Ourense           | 82–81 | 67–61  |
| Mayoral Maristas     | 166–157 | Clesa Ferrol            | 86–77 | 80–83  |

## Octavos de final
| Equipo 1          | Agr.    | Equipo 2                | Ida    | Vuelta |
| ----------------- | ------- | ----------------------- | ------ | ------ |
| Cajabilbao        | 160–178 | RAM Joventut            | 77–85  | 83–93  |
| Caja Ronda        | 140–160 | DYC Breogán             | 57–78  | 83–82  |
| TDK Manresa       | 148–203 | FC Barcelona            | 80–102 | 68–101 |
| Grupo IFA         | 169–150 | Estudiantes Caja Postal | 83–70  | 86–80  |
| CAI Zaragoza      | 185–171 | Pamesa Valencia         | 113–88 | 72–83  |
| Caja San Fernando | 154–174 | Valvi Girona            | 73–83  | 81–91  |
| Fórum Valladolid  | 158–182 | Real Madrid             | 67–78  | 91–104 |
| Taugrés Baskonia  | 190–176 | Mayoral Maristas        | 94–86  | 96–90  |

## Fase final
|  | Cuartos de final   | Cuartos de final |                    |             | Semifinales   | Semifinales   |  |                    | Final         | Final         |  |
|  | 10 de febrero      | 10 de febrero    |                    |             | 11 de febrero | 11 de febrero |  |                    | 13 de febrero | 13 de febrero |  |
|  |                    |                  |                    |             |               |               |  |                    |               |               |  |
|  |                    |                  |                    |             |               |               |  |                    |               |               |  |
|  | FC Barcelona       | 83               |                    |             |               |               |  |                    |               |               |  |
|  | FC Barcelona       | 83               |                    |             |               |               |  |                    |               |               |  |
|  | Grupo IFA          | 85               |                    |             |               |               |  |                    |               |               |  |
|  | Grupo IFA          | 85               |                    | Grupo IFA   | 81            |               |  |                    |               |               |  |
|  |                    |                  |                    | Grupo IFA   | 81            |               |  |                    |               |               |  |
|  |                    |                  | Montigala Joventut | 93          |               |               |  |                    |               |               |  |
|  | Montigala Joventut | 94               | Montigala Joventut | 93          |               |               |  |                    |               |               |  |
|  | Montigala Joventut | 94               |                    |             |               |               |  |                    |               |               |  |
|  | Dyc Breogán        | 78               |                    |             |               |               |  |                    |               |               |  |
|  | Dyc Breogán        | 78               |                    |             |               |               |  | Montigala Joventut | 69            |               |  |
|  |                    |                  |                    |             |               |               |  | Montigala Joventut | 69            |               |  |
|  |                    |                  | CAI Zaragoza       | 76          |               |               |  |                    |               |               |  |
|  | Real Madrid        | 84               | CAI Zaragoza       | 76          |               |               |  |                    |               |               |  |
|  | Real Madrid        | 84               |                    |             |               |               |  |                    |               |               |  |
|  | Taugrés            | 82               |                    |             |               |               |  |                    |               |               |  |
|  | Taugrés            | 82               |                    | Real Madrid | 73            |               |  |                    |               |               |  |
|  |                    |                  |                    | Real Madrid | 73            |               |  |                    |               |               |  |
|  |                    |                  | CAI Zaragoza       | 74          |               |               |  |                    |               |               |  |
|  | CAI Zaragoza       | 85               | CAI Zaragoza       | 74          |               |               |  |                    |               |               |  |
|  | CAI Zaragoza       | 85               |                    |             |               |               |  |                    |               |               |  |
|  | Valvi Girona       | 79               |                    |             |               |               |  |                    |               |               |  |
|  | Valvi Girona       | 79               |                    |             |               |               |  |                    |               |               |  |
|  |                    |                  |                    |             |               |               |  |                    |               |               |  |

## Final
| 13 de febrero de 1990 | Montigala Joventut                                                                                  | 69–76                | CAI Zaragoza                                                         | |  |
|                       | Marcador por tiempos: 35-38, 34-38                                                                  |                      |                                                                      | |  |
|                       | Estadísticas Jordi Villacampa 22 J.A. Morales, Lampley 7 J.A. Montero, Rafa Jofresa, J.A. Morales 1 | Reporte Pts Reb Asts | Estadísticas Mark Davis 44 A. Belostenny 9 Pepe Arcega, Mark Davis 2 | Pabellón: Centro Insular de Deportes, Las Palmas de Gran Canaria Asistencia: 5.200 espectadores Árbitros: Francisco José Fajardo y Miguel Ángel Betancor |  |

| Campeones de la Copa del Rey 1990 |
| --------------------------------- |
| CAI Zaragoza 2.º título           |

## MVP de la Copa
- Mark Davis

## Récords de la edición
- El entrenador del CAI Zaragoza, Jesús Chuchi Carrera se convirtió en el preparador más joven en ganar la Copa a la edad de 24 años.
- El estadounidense Mark Davis anotó el máximo registro de puntos en una final de la Copa (44) y comparte el récord de más puntos en un partido con el también ex caísta Leon Wood, quien anotó la misma cantidad de puntos en los cuartos de final de la edición anterior.
- Fue la primera vez desde la edición de 1967-68 en la cual no jugaron la final el Real Madrid o el FC Barcelona